# Lebanon (Kentucky)
Pour les articles homonymes, voir Lebanon.
La ville de Lebanon est le siège du comté de Marion, dans l'État du Kentucky, aux États-Unis. Elle comptait 6 274 habitants lors du recensement de 2020. 
En raison du grand nombre de cèdres que l’on trouve dans la région, la localité a pris le nom du Liban (Lebanon en anglais).

## Source
- (en) Cet article est partiellement ou en totalité issu de l’article de Wikipédia en anglais intitulé « Lebanon, Kentucky » (voir la liste des auteurs).